# هاینشپیتس
هاینشپیتس (به آلمانی: Hainspitz) یک شهر در آلمان است که در تورینگن واقع شده‌است. هاینشپیتس ۶۵۳ نفر جمعیت دارد.